# Сельское поселение «Деревня Григоровское»
Сельское поселение «Деревня Григоровское» — муниципальное образование в составе Перемышльского района Калужской области России.
Центр — деревня Григоровское.

## Население
| 2010 | 2012 | 2013 | 2014 | 2015 | 2016 | 2017 |
| ---- | ---- | ---- | ---- | ---- | ---- | ---- |
| 415  | ↘398 | ↘383 | ↗393 | ↗418 | ↗420 | ↘401 |
| 2018 | 2019 | 2020 | 2021 |      |      |      |
| ↘366 | ↘358 | ↘317 | ↗417 |      |      |      |

## Состав
В поселение входят 19 населённых мест:
| №  | Населённый пункт      | Тип населённого пункта          | Население |
| -- | --------------------- | ------------------------------- | --------- |
| 1  | Акиньшино             | деревня                         | ↘13       |
| 2  | Алексеевское          | деревня                         | ↘1        |
| 3  | Белая                 | деревня                         | ↗9        |
| 4  | Василенки             | деревня                         | ↗69       |
| 5  | Вечна                 | деревня                         | ↘30       |
| 6  | Григоровское          | деревня, административный центр | ↘190      |
| 7  | Желовское лесничество | деревня                         | ↘4        |
| 8  | Зеленино              | деревня                         | ↘21       |
| 9  | Игнатовское           | деревня                         | ↘20       |
| 10 | Кириловское           | деревня                         | ↘8        |
| 11 | Константиновка        | деревня                         | ↘10       |
| 12 | Красниково            | деревня                         | ↘4        |
| 13 | Кузьменки             | деревня                         | ↘2        |
| 14 | Малютино              | деревня                         | ↘6        |
| 15 | Митинка               | деревня                         | ↘2        |
| 16 | Нелюбовское           | село                            | ↘8        |
| 17 | Никитинка             | деревня                         | →0        |
| 18 | Салтановское          | деревня                         | ↘13       |
| 19 | Чесноки               | деревня                         | ↗5        |